# Wiener Höhenweg
Der Wiener Höhenweg ist eine Bergroute für eine mehrtägige, hochalpine Wanderung im Nationalpark Hohe Tauern in der Schobergruppe, an der Grenze von Osttirol und Kärnten. Der Weg verbindet mehrere Hütten, die auch als Stützpunkte dienen, und hat eine Länge von rund 35 km. Er ist Teil des „Europa Höhenwegs Nr. 6“ (Großglockner-Vittorio Veneto) und wurde in den Jahren 1928 bis 1933 von den Wiener Alpenvereinssektionen errichtet und 1934 eröffnet.

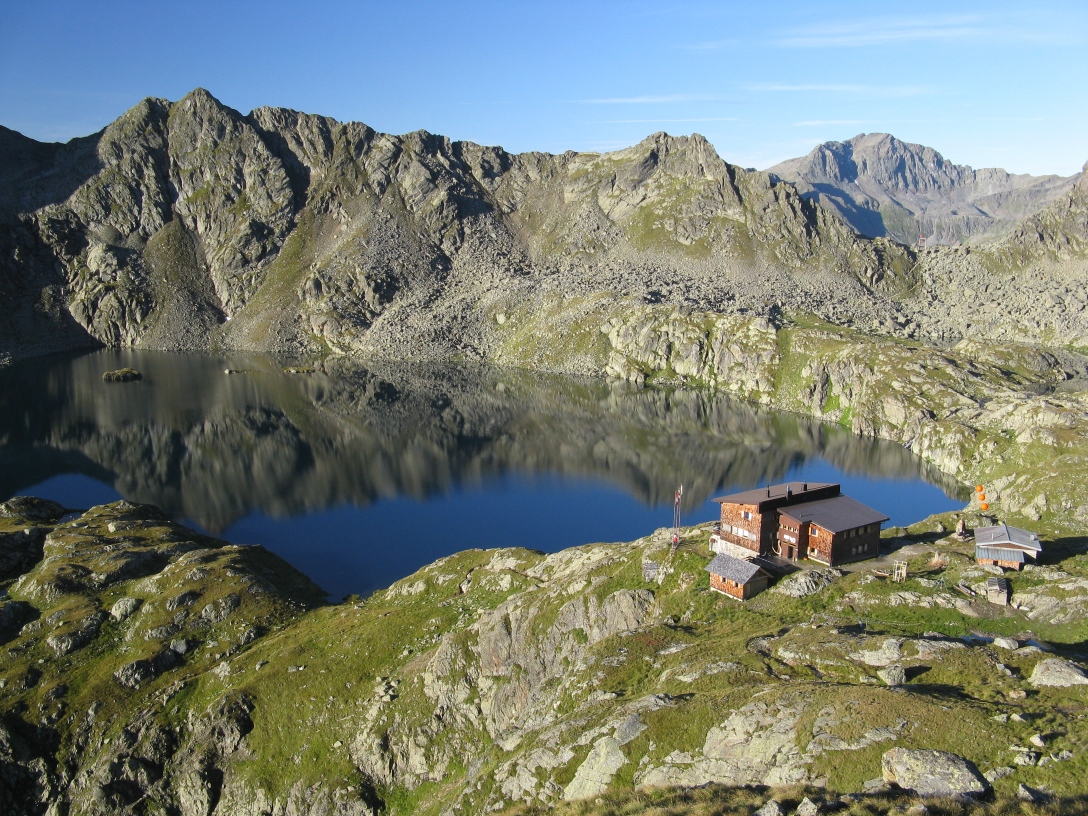
Wangenitzsee und -hütte, ein zentraler Punkt des Wiener Höhenweges

## Beschreibung
Die Route führt von der Winklerner Hütte über die Wangenitzseehütte, Adolf-Noßberger-Hütte, Elberfelder Hütte, Glorerhütte, Salmhütte zum Glocknerhaus. Sie wird normalerweise in fünf Tagesetappen begangen, dabei beträgt die Gehzeit pro Tag rund vier bis sechs Stunden und es sind tägliche Höhenunterschiede bis zu etwa 750 m zu bewältigen. Der Zustieg zur Winklerner Hütte zählt zwar nicht als Etappe, ist aber eine schöne Wanderung von Iselsberg und dauert etwa zwei Stunden.

## Etappen
| Etappe             | Beschreibung | Höhenmeter | Dauer        | Ziel                                           |
| ------------------ | --- | ---------- | ------------ | ---------------------------------------------- |
| Zustieg            | Der Zustieg zur Winklerner Hütte zählt zwar nicht als Etappe, ist aber eine schöne Wanderung von Iselsberg und dauert etwa zwei Stunden. | 790 Hm     | zwei Stunden | Winklerner Hütte, im Hintergrund der Straßkopf |
| 1. Etappe          | Die erste Etappe startet bei der Winklerner Hütte und wird als wenig schwierig bewertet. Meist ein guter Steig, nur oberhalb des Wangenitzsees ist eine kurze versicherte Stelle. Die Gehzeit beträgt vier Stunden, wobei 697 Höhenmeter im Aufstieg und 100 Höhenmeter im Abstieg bewältigt werden. Das Ziel der ersten Etappe ist die Wangenitzseehütte | 697 Hm     | vier Stunden | Wangenitzseehütte mit See                      |
| 2. Etappe          | Die zweite Etappe von der Wangenitzseehütte zur Adolf-Noßberger-Hütte geht man in 4,5 Stunden. Die Etappe ist als mäßig schwierig kategorisiert, es sind einige ausgesetzte Stellen zu überwinden. Der höchste Punkt ist das Kreuzseeschartl (2810 m ü. A.). 520 Höhenmeter im Aufstieg und 560 m im Abstieg sind zu bewältigen. | 520 Hm     | 4,5 Stunden  | Adolf Noßberger Hütte morgens                  |
| 2. Etappe Variante | Die Variante der zweiten Etappe führt über die Hohe Gradenscharte (2803 m ü. A.) und gilt als schwierig, bei schlechten Verhältnissen (Schnee oder Vereisung) ist von der Variante abzuraten. Gehzeit vier Stunden, wobei 345 Höhenmeter im Aufstieg und 365 Höhenmeter im Abstieg zu bewältigen sind. | 345 Hm     | vier Stunden | Adolf Noßberger Hütte morgens                  |
| 3. Etappe          | Die dritte Etappe von der Adolf-Noßberger-Hütte zur Elberfelder Hütte führt auf der Original-Route über die Klammerscharte, die oft wegen Steinschlages nicht begangen wird, die Variante über die Hornscharte ist meist vorzuziehen. Steigeisen und Eispickel sind häufig empfehlenswert, je nach Verhältnissen gar Voraussetzung. Der höchste Punkt dieser Etappe ist die Hornscharte (2958 m ü. A.), die Gehzeit beträgt fünf Stunden, wobei 638 Höhenmeter im Aufstieg und 780 m im Abstieg zu bewältigen sind. Die Gehzeit kann sich je nach Können und Stau in der Scharte erheblich verlängern. | 638 Hm     | fünf Stunden | Elberfelder Hütte                              |
| 4. Etappe          | Die vierte Etappe wird als mäßig schwierig kategorisiert, verlangt jedoch Ausdauer. Der höchste Punkt ist der Kesselkees Sattel (2962 m ü. A.), die Etappe führt von der Elberfelder Hütte zur Glorerhütte. Dabei sind 732 Höhenmeter im Aufstieg und 436 m im Abstieg zu bewältigen. | 732 Hm     | fünf Stunden | Glorerhütte                                    |
| 5. Etappe          | Die fünfte und letzte Etappe ist als mäßig schwierig eingestuft, die Gehzeit wird mit 4,5 Stunden angegeben. Der höchste Punkt ist das Glatzschneid (2660 m ü. A.). Es sind 260 Höhenmeter im Aufstieg und 749 m im Abstieg zu bewältigen. Besondere Vorsicht ist beim Abstieg über die Glatzschneid und die Stockerscharte erforderlich. Die Etappe führt von der Glorerhütte über die Salmhütte zum Glocknerhaus | 260 Hm     | 4,5 Stunden  | Glocknerhaus                                   |

## Anforderungen
Alpine Trittsicherheit, Schwindelfreiheit, Orientierungsvermögen besonders bei Nebel, durchschnittliche Kondition und eine angepasste Bergwanderausrüstung. Die angegebenen Gehzeiten sind Richtwerte für trockenes Wetter. Bei Glätte oder Nässe muss mit einem erheblich höherem Zeitaufwand gerechnet werden. Bei der dritten Etappe können je nach Jahreszeit Steigeisen und Eispickel nötig sein.

## Gipfel
- Das Petzeck 3283 m ü. A. ist der höchste Gipfel der Schobergruppe und kann von der Wangenitzseehütte aus innerhalb von drei Stunden erreicht werden, entweder im Anschluss an die erste oder vor der zweiten Etappe, der Abstieg dauert zwei Stunden und es sind 775 Höhenmeter zu bewältigen, die Route ist als wenig schwierig charakterisiert.
- Der Keeskopf 3081 m ü. A. kann auf der zweiten Etappe von der niederen Gradenscharte in einer Stunde erreicht werden. Im Gipfelbereich gibt es eine kurze, unschwierige Kletterei, ansonsten gilt der Anstieg als wenig schwierig.
- Das Böse Weibl 3121 m ü. A. ist auf der vierten Etappe in etwa 45 Minuten bei guten Verhältnissen erreichbar. Vom Gernot-Röhr-Biwak am Kesselkees-Sattel 2926 m ü. A. führt ein wenig schwieriger Steig auf den Gipfel.
- Der Rote Knopf 3281 m ü. A. wird von der Elberfelder Hütte aus in drei Stunden bestiegen, er gilt als mäßig schwierig, aktuelle Informationen sollte man beim Hüttenwirt der Elberfelder Hütte erfragen. Es sind 935 Höhenmeter zu bewältigen.

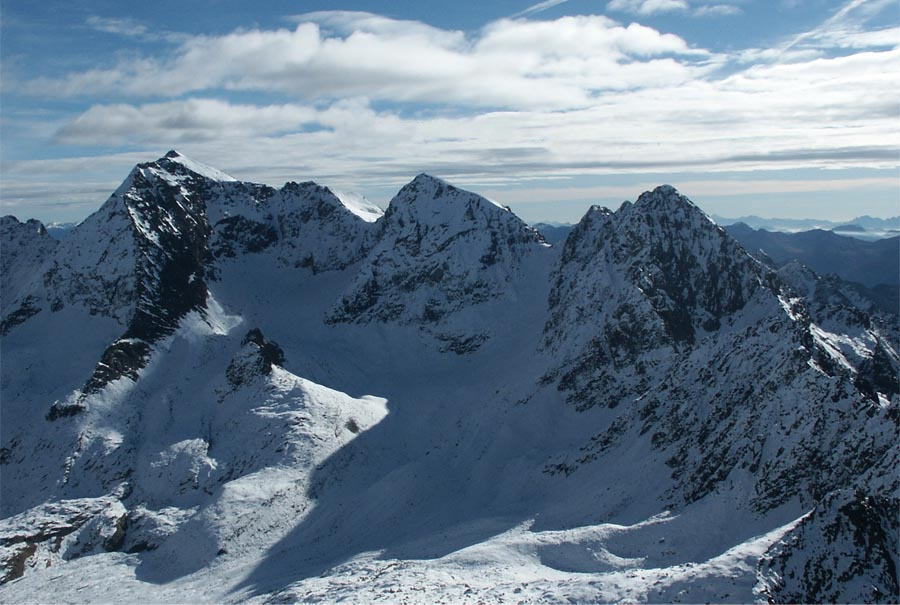
Das Petzeck mit Kruckelkopf und Hoher Perschitzkopf aufgenommen von Westen Standort Keeskopf
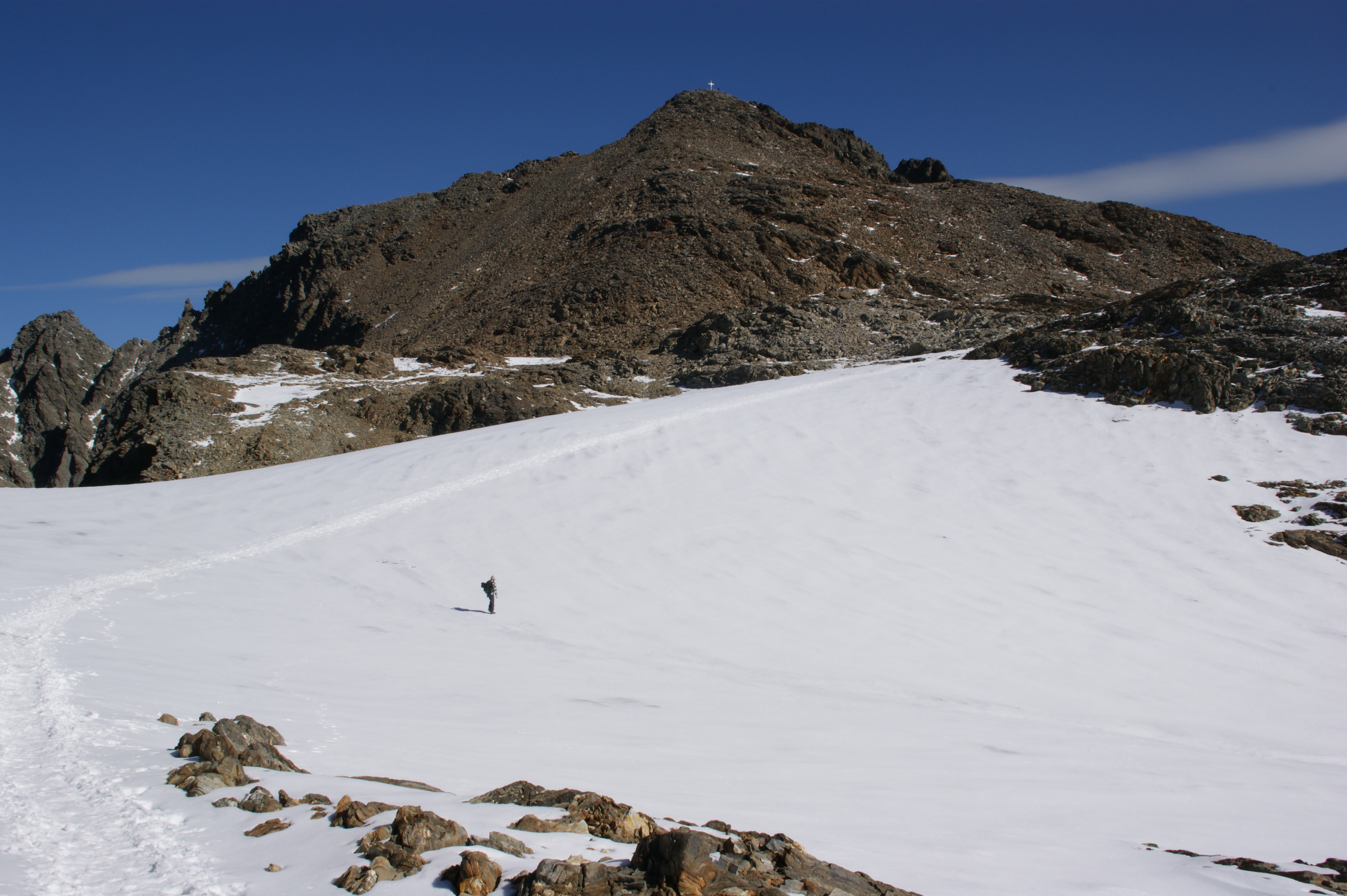
Gipfelaufbau des Petzeck, vom Normalweg aus gesehen
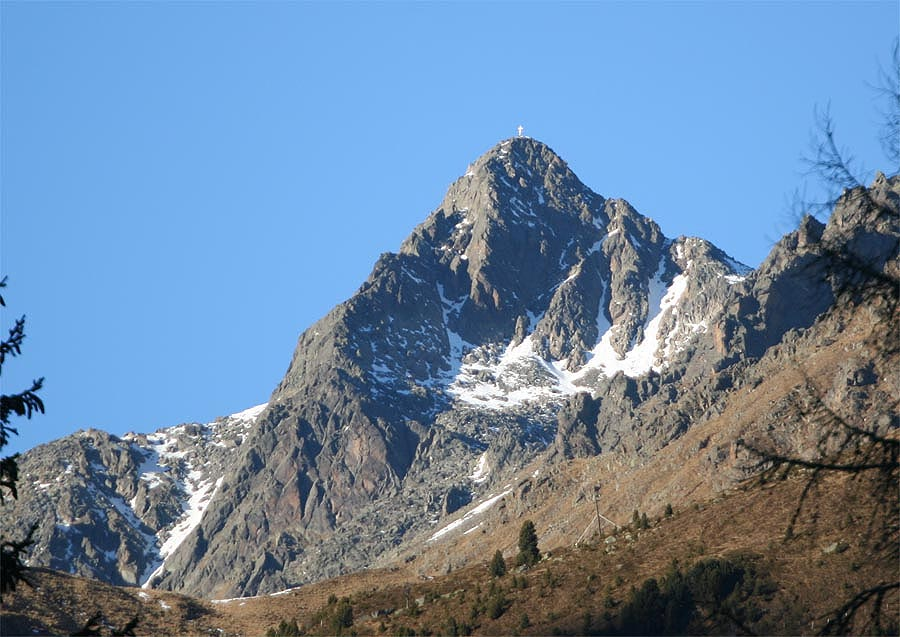
Keeskopf von Süden, aus dem Debanttal
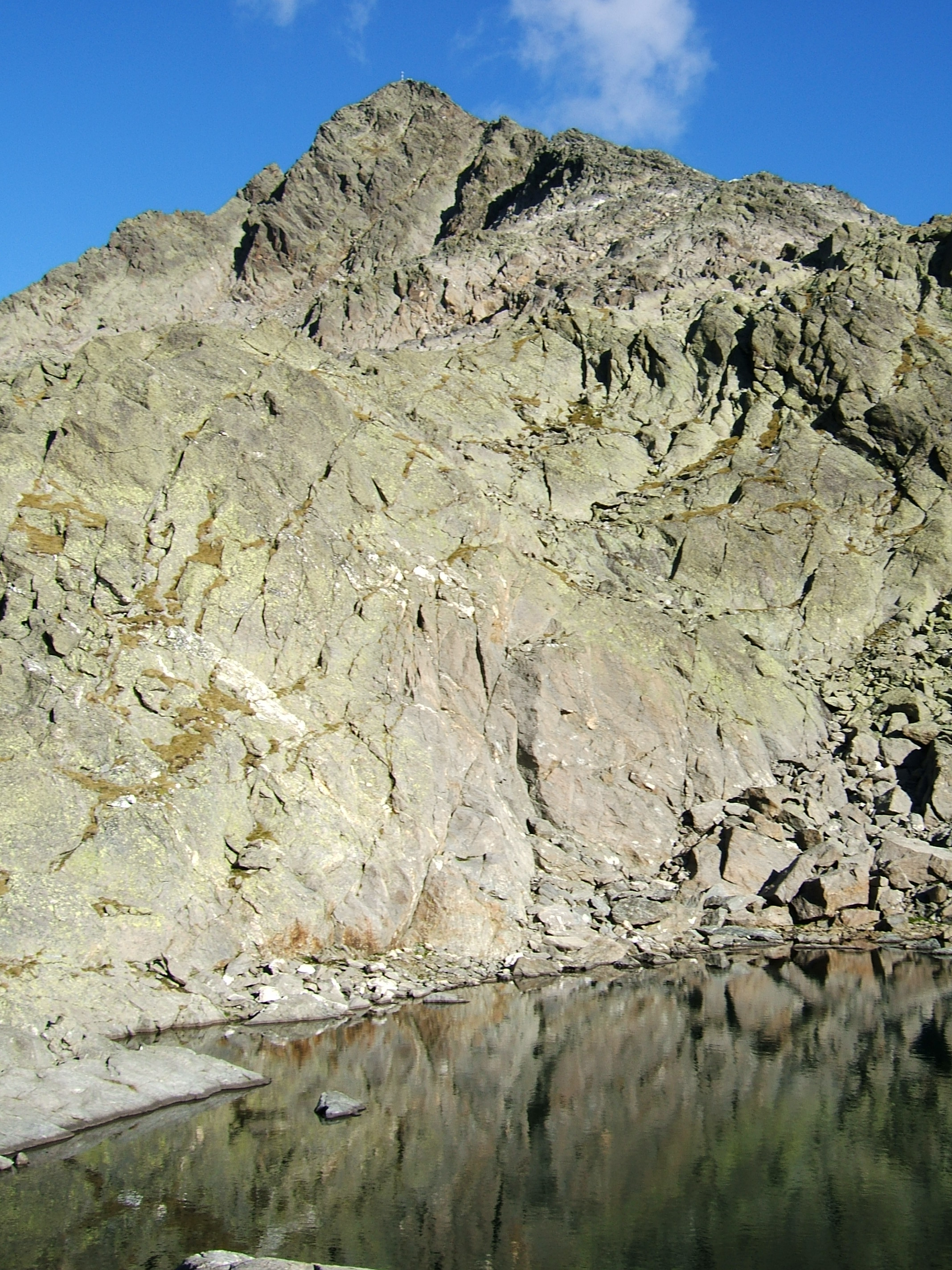
Keeskopf von Südosten, von der Niederen Gradenscharte, im Vordergrund der Eissee
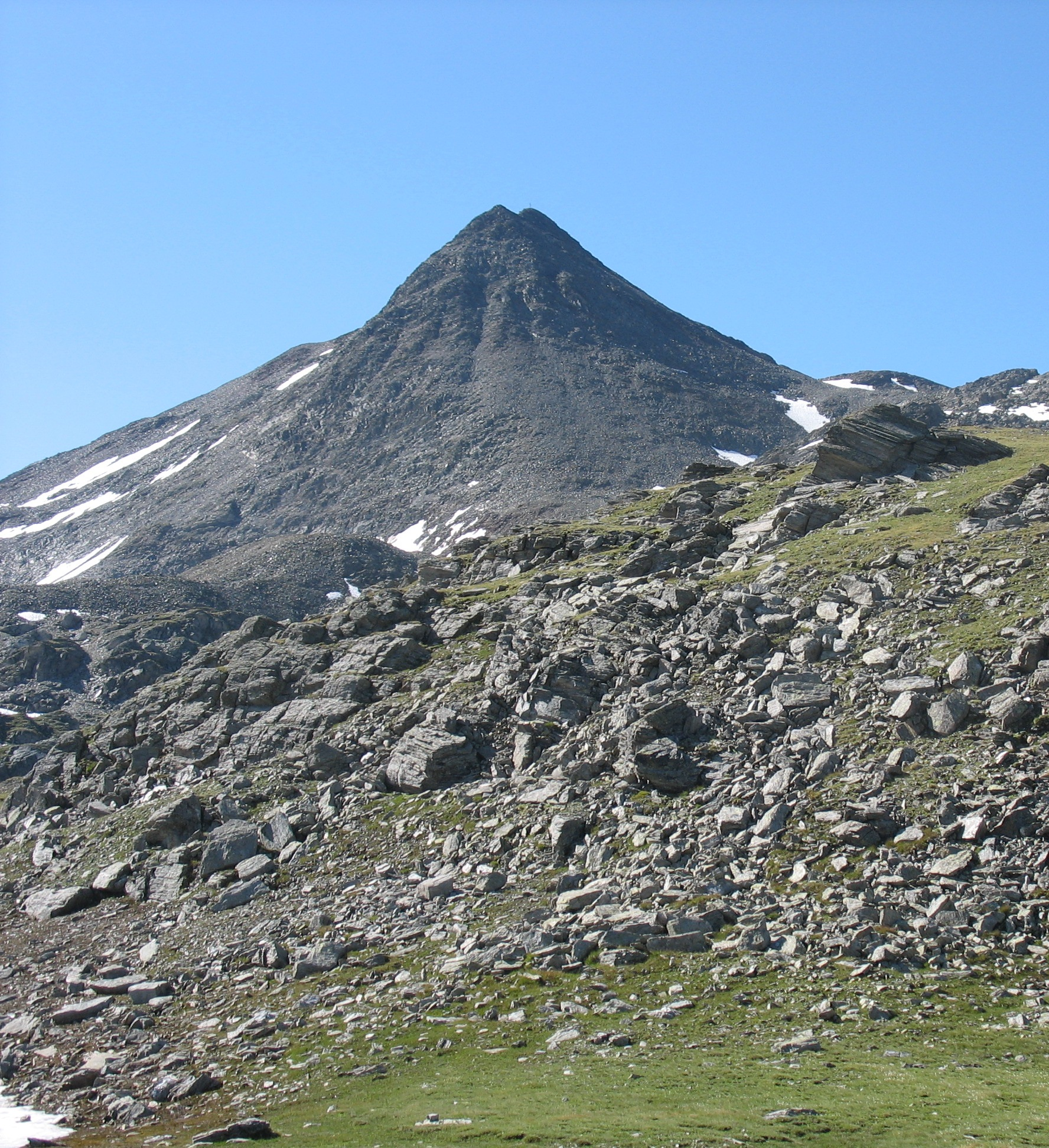
Böses Weibl beim Aufstieg vom Peischlachtörl
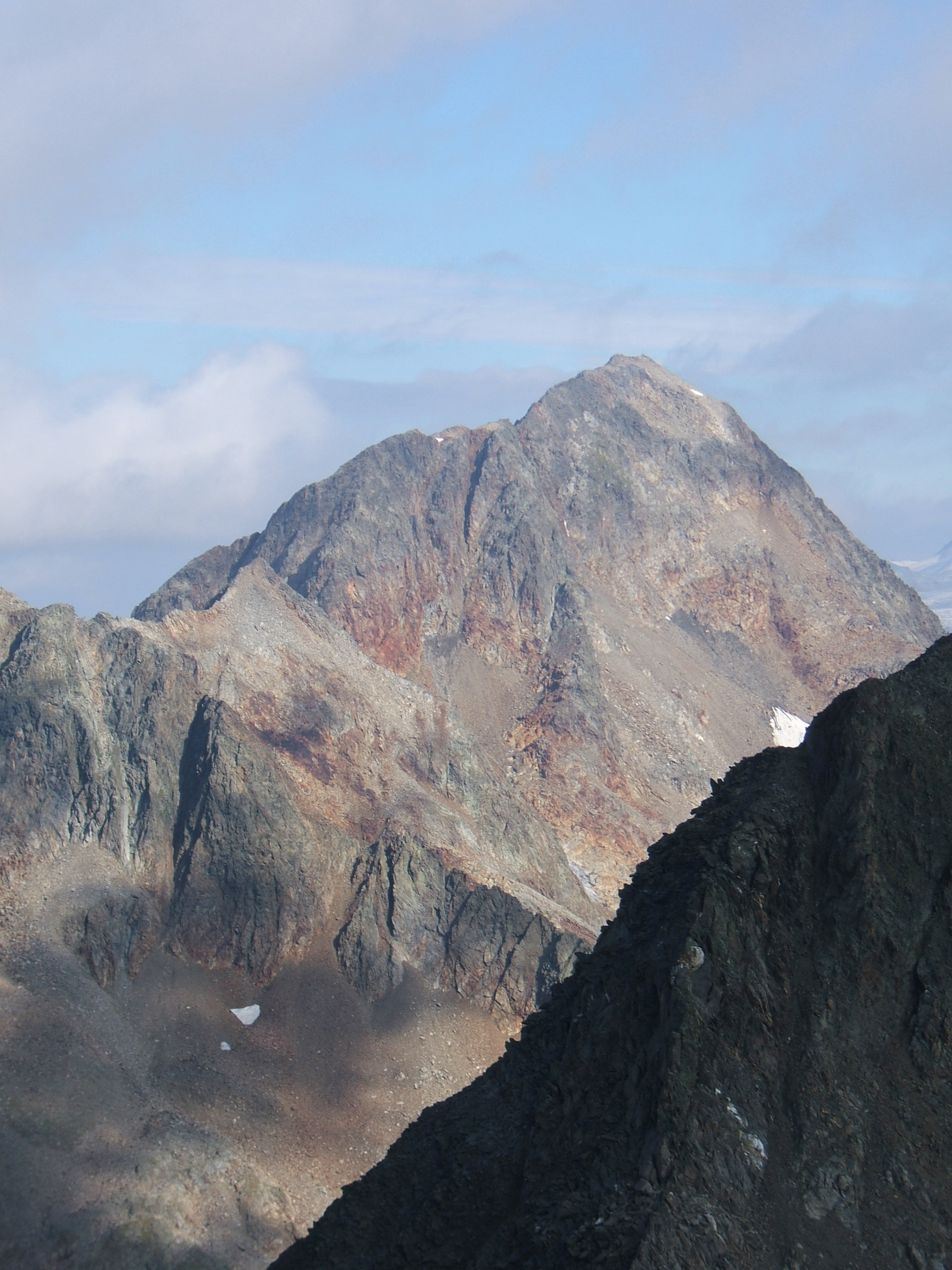
Roter Knopf von Südosten, vom Keeskopf